# Г'ю Тренчард
Г'ю Монтегю Тренчард, 1-й віконт Тренчард (англ. Hugh Montague Trenchard, 1st Viscount Trenchard; 3 лютого 1873, Тонтон — 10 лютого 1956, Лондон) — британський воєначальник, маршал Королівських повітряних сил (1927). Начальник штабу Королівських Повітряних сил (1918; 1918—1930). Учасник Другої англо-бурської, Першої світової воєн. Батько Королівських повітряних сил Великої Британії.
Народився у сім'ї колишнього офіцера британської армії. У роки становлення Тренчард мав труднощі з навчанням, провалюючи багато іспитів і лише ледве досягнувши мінімальних стандартів для служби в британській армії. Молодим офіцером піхоти Тренчард служив в Індії, а з початком англо-бурської війни пішов добровольцем на службу в Південну Африку. Під час боротьби з бурами Тренчард був важко поранений і в результаті поранення втратив легені, був частково паралізований і повернувся до Великої Британії. Після подальшого одужання Тренчард повернувся до дійсної служби в Південній Африці. Після закінчення Другої англо-бурської війни служив у Нігерії, де кілька років командував Південно-Нігерійським полком.
Влітку 1912 року Тренчард навчився літати і 31 липня отримав сертифікат льотчика (№ 270), керуючи біпланом. Згодом його призначили заступником командира Центральної льотної школи. Він обіймав кілька керівних посад у Королівському льотному корпусі під час Першої світової війни, служачи командиром Королівського льотного корпусу у Франції з 1915 по 1917 рік. У 1918 році він недовго був першим начальником штабу Королівських Повітряних сил, перш ніж очолити Незалежні ПС у Франції. Повернувшись у 1919 році як начальник штабу ПС під керівництвом секретаря Вінстона Черчилля, Тренчард присвятив наступне десятиліття становленню та нарощуванню спроможностей Королівських Повітряних сил. Після виходу у відставку кілька років був комісаром столичної поліції і захисником RAF в останні роки життя. Г'ю Тренчард сьогодні визнаний одним із перших апологетів стратегічного бомбардування.

## Біографія
Військова кар'єра
- 31 березня 1891 — другий лейтенант (міліція)

- 9 вересня 1893 — другий лейтенант
- 12 серпня 1896 — лейтенант
- 28 лютого 1900 — капітан
- 22 серпня 1902 — майор
- 1 червня 1906 — підполковник (тимчасове звання)
- 18 січня 1915 — підполковник
- 23 червня 1915 — полковник (тимчасове звання)
- 25 серпня 1915 — бригадний генерал
- 1 січня 1917 — майор-генерал

- 3 січня 1918 — майор-генерал
- 1 серпня 1919 — віцемаршал повітряних сил
- 11 серпня 1919 — маршал повітряних сил
- 1 квітня 1922 — головний маршал повітряних сил
- 1 січня 1927 — Маршал Королівських повітряних сил

### Ранні роки
Г'ю Монтегю Тренчард народився 3 лютого 1873 року у Тонтоні в родині колишнього капітана Королівського Йоркширського полку легкої піхоти. Серед його предків були особи, які відіграли значну роль в історії Англії. Коли Г'ю Тренчарду було два роки, сім'я переїхала в Кортлендс. У віці 10 років його відправили до підготовчої школи Алленса поблизу Ботлі в Гемпширі. Попри те, що він добре вивчав арифметику, йому було важко з рештою навчальної програми. Він не зміг поступити на службу до Королівського флоту і двічі провалив іспити до військової академії у Вуліджі, а тому спробував влаштуватися до міліції, яка мала нижчі критерії для вступу. Навіть міліцейські іспити виявилися важкими для Тренчарда і він провалився в 1891 і 1892 роках. У цей період він пройшов період навчання як випробувальний підлеглий в артилерійському полку Форфар і Кінкардін. У віці 20 років він отримав звання другого лейтенанта другого батальйону Королівських шотландських стрільців і був відправлений для подальшого проходження служби до Індії.
Наприкінці 1893 року Тренчард прибув до Індії, приєднавшись до свого полку в Сіялкоті в Пенджабі. Під час перебування в Індії він не зміг побачити жодних дій, пропустивши чергу свого полку на кордоні, оскільки його відправили до Англії на лікарняний для операції на грижі.

### Південна Африка
На початку 1900 року Тренчарду погодили прохання про переведення до Південної Африки для участі у війні, яку як раз вела там Велика Британія. Після прибуття на південь Африканського континенту він знову приєднався до полку Королівських шотландських стрільців, а в липні 1900 року йому було наказано зібрати та навчити кінну роту в складі 2-го батальйону. Бури були досвідченими вершниками, і тодішня тактика створювала велике навантаження на британську кавалерію. Рота Тренчарда перейшла під командування 6-ї (фузилерної) бригади, штаб якої знаходився в Крюгерсдорпі. Протягом вересня та початку жовтня 1900 року він брав участь у кількох сутичках в околицях. 9 жовтня Тренчарда під час однієї з таких вилазок, було поранено бурами в груди. Важко поранений Тренчард був евакуйований до Крюгерсдорпа.
У грудні 1900 року він повернувся до Англії, прибувши на госпітальному судні в Саутгемптон. Звідсіля він прибув додому й завдяки сприянню філантропів був відправлений на лікування до Швейцарії. У неділю, 30 грудня, він прибув до Санкт-Моріца, щоб розпочати процедуру відновлення у Швейцарії. У липні 1901 року, пройшовши інтенсивний курс реабілітації, Г'ю зміг повернутися до Південної Африки.
Наприкінці липня 1901 року Г'ю Тренчард прибув до Преторії. Його призначили до роти 12-го кінного піхотного полку, де патрулювання вимагало довгих днів перебування в сідлі. Його рана все ще завдавала значного болю, а вхідні та вихідні шрами часто кровоточили.
Пізніше того ж року його викликали до Кітченера, який тепер був головнокомандувачем на південноафриканському театрі дій. Йому було доручено реорганізувати деморалізовану кінну піхотну роту, що було завершено менш ніж за місяць. Потім Кітченер відправив його до Д'Аара в Капську колонію, щоб прискорити підготовку нового корпусу кінної піхоти. Після укладення мирних умов у травні 1902 року він брав участь у нагляді за роззброєнням бурів, а пізніше пішов у відпустку.

### Нігерія
Після закінчення англо-бурської війни Тренчард подав заявку на продовження служби в Західноафриканських прикордонних силах і отримав посаду заступника командира південно-нігерійського полку з обіцянкою, що він мав право керувати всіма полковими експедиціями. У грудні 1903 року він прибув для подальшого проходження служби до Нігерії. Наступні шість років Тренчард провів у різних експедиціях до внутрішніх районів, патрулюючи, досліджуючи та картографуючи територію площею 10 000 квадратних миль, яка пізніше стала відомою як Біафра. У випадкових зіткненнях з представниками племені Ігбо Тренчард здобув вирішальні перемоги. Багато туземних племен, які здалися, отримали роботу на будівництві доріг і таким чином почали розвивати країну як частину Британської імперії. З літа 1904 року до кінця літа 1905 року Тренчард виконував обов'язки коменданта полку Південної Нігерії. У 1906 році він отримав орден «За заслуги».

### Англія
На початку 1910 року Тренчард серйозно захворів і за кілька місяців повернувся додому, цього разу з абсцесом печінки. Повернувшись в Англію, він доволі тривалий час одужував.
У жовтні 1910 року його відправили в Деррі, де гарнізоном стояв 2-й батальйон королівських шотландських стрільців, у якому він став командиром роти.
6 липня 1912 року Г'ю Тренчард прибув до Лондона до льотної школи Томаса Сопвіта в Бруклендсі. 31 липня йому вдалося здійснити сольний політ, отримавши сертифікат пілота Королівського аероклубу (№ 270) на біплані Генрі Фармана. Після закінчення льотного курсу він був офіційно призначений інструктором. Однак він був поганим пілотом і не викладав, натомість виконував адміністративні обов'язки. Як член штабу, він організував навчання. Саме під час перебування в Центральній льотній школі він отримав прізвисько «Бум» або за його гучні висловлювання, або за низький гуркіт при розмовах.
У вересні 1912 року виступав повітряним спостерігачем під час армійських маневрів. У вересні 1913 року Тренчард призначений помічником коменданта і підвищений до тимчасового підполковника.

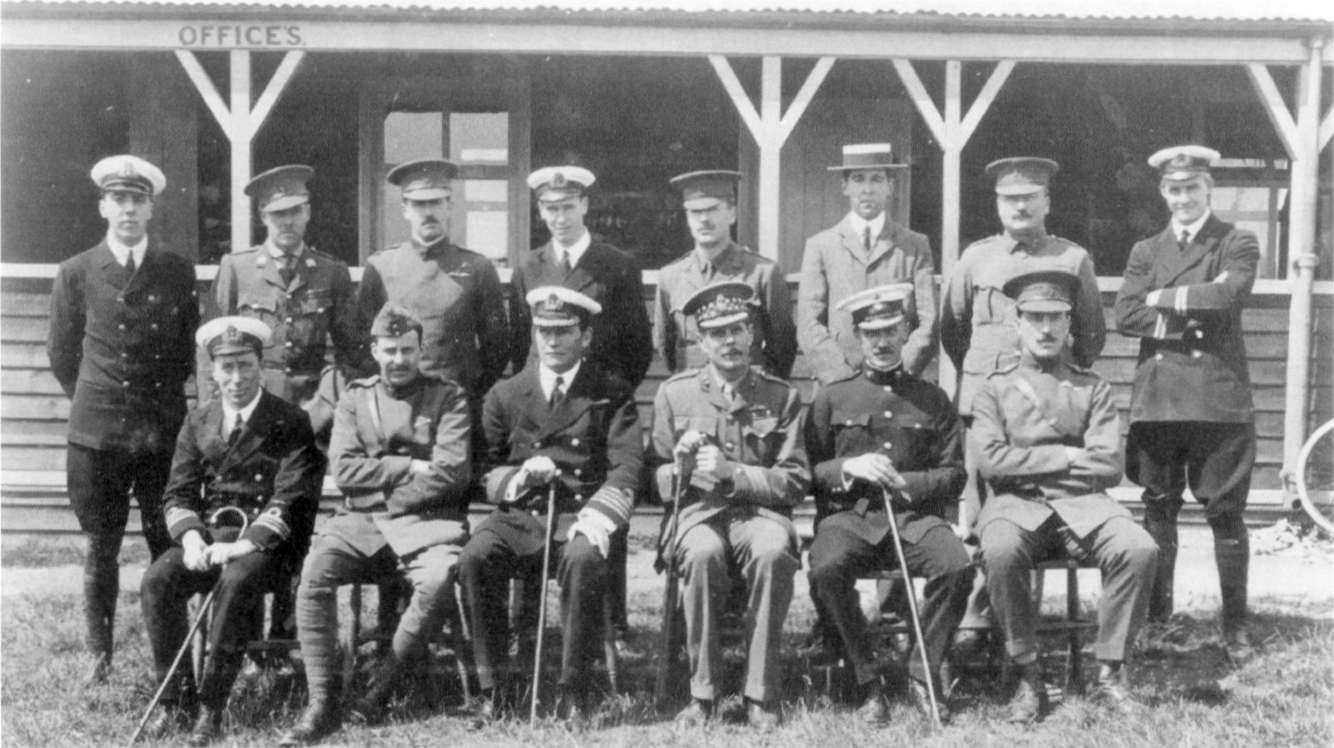
Майор Г'ю Тренчард у Центральній льотній школі з товаришами. 1913

### Перша світова війна
З початком Першої світової війни Тренчарда було призначено командувати військовим крилом Королівського льотного корпусу, замінивши підполковника Сайкса. Це призначення поставило його на чолі основного гарнізону Королівського льотного корпусу. Його штаб знаходився у Фарнборо, і, розчарований тим, що залишився в Англії, він подав рапорт на повернення до свого старого полку у Франції. Однак голова RFC генерал сер Девід Гендерсон відмовився його звільнити. До нових обов'язків Тренчарда входило забезпечення ротації та формування нових ескадрилей для служби на континенті. Спочатку він поставив собі за мету підготовку 12 ескадрилей; однак Сефтон Бранкер, помічник директора з військової аеронавтики, запропонував збільшити це число до 30, а лорд Кітченер пізніше збільшив ціль до 60. Для того, щоб розпочати завдання зі створення цих ескадрилей, Тренчард конфіскував свою стару цивільну школу підготовки в Бруклендс, а потім використав її літаки та обладнання як базу для створення нових навчальних шкіл в інших місцях.
На початку жовтня 1914 року Кітченер послав за Тренчардом і доручив йому негайно надати боєздатну ескадрилью. Ескадрилья мала використовуватися для підтримки сухопутних і морських сил, які намагалися запобігти німецьким фланговим маневрам під час «бігу до моря». 7 жовтня, лише через 36 годин, ескадрилья № 6 вилетіла до Бельгії, перша з багатьох додаткових ескадрилей, які були надані.

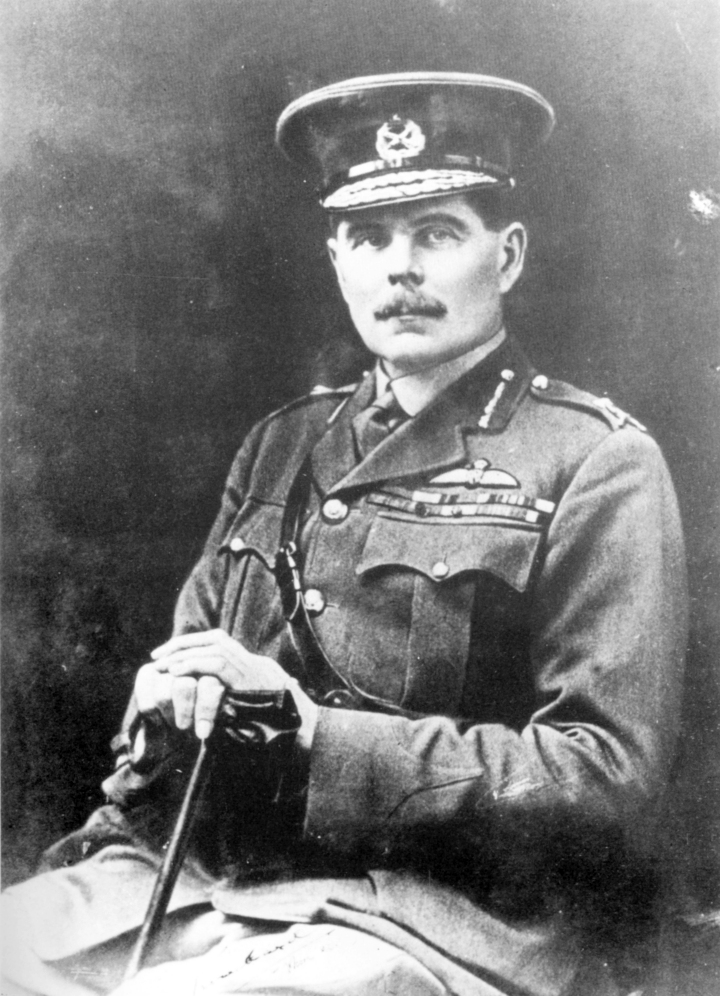
Генерал-майор Г'ю Тренчард. 24 березня 1916

У листопаді 1914 року Тренчард прийняв командування першим крилом, заснувавши його штаб у Мервілі. Перше крило R.F.C. складалося з 2 і 3 ескадрилей, які літали на підтримку IV корпусу британської армії та Індійського корпусу. Після того, як у грудні 1914 року утворилася 1-ша армія під командуванням генерала Гейґа, перше крило забезпечувало авіаційну підтримку його операціям.
На початку січня 1915 року Гейґ викликав Тренчарда, вимагаючи від нього роз'яснень, чого можна досягти у повітряній війні. Під час зустрічі Гейґ довірив йому плани 1-ї армії щодо замисленого наступу в березні в регіоні Мервіль/Нев-Шапель. Після того, як були зібрані дані аерофоторозвідкі, британські плани були перероблені. Під час битви при Нев-Шапель у березні R.F.C., і особливо Перше крило, підтримували операцію. Це був перший випадок, коли літаки використовувалися як бомбардувальники з бомбами, прикріпленими до крил і фюзеляжу, на відміну від того, як їх скидали вручну, що відбувалося раніше під час війни. Однак бомбардування з повітря грало незначний ефект через обмежену вантажопідйомність тодішніх літаків, і Королівська артилерія знехтувала інформацією, наданою авіаторами Королівського льотного корпусу. До наступу 1-ї британської армії на Іпр і Обер-Рідж у квітні та травні екіпажі Першого крила здійснювали розвідувальні вильоти над німецькими лініями з використанням аерофотокамер. Незважаючи на детальну інформацію, яку це надавало, і покращену взаємодію авіації та артилерії під час боїв, наступ не здобув успіху.
Влітку 1915 року Тренчард отримав звання бригадного генерала та очолив частини Королівського льотного корпусу у Франції. А у грудні 1915 року, коли Дугласа Гейґа було призначено головнокомандувачем Британських експедиційних сил Тренчард очолив усю військову авіацію, що діяла на фронті. У січні 1917 року він отримав звання генерал-майора британської армії.
У грудні 1917 року статус Тренчарда було підвищено — після створення самостійного Міністерства авіації він став командувачем британських Авіаційних сил. А з 3 січня 1918 року він став першим начальником штабу Королівських повітряних сил, остаточне оформлення яких у самостійний вид військ після завершення всіх заходів щодо об'єднання армійської та військово-морської авіації завершилося до 1 квітня того ж року. Однак практично відразу вступив у різкий конфлікт з міністром авіації лордом Ротерміром і вже 1 квітня 1918 був звільнений з посади. За кілька днів Тренчарда зняли і з посади командувача Королівських ПС, після чого він подав у відставку з військової служби. Такий демарш у розпал війни не міг не супроводжуватися гучним скандалом, внаслідок якого слідом був змушений піти у відставку і сам міністр. За час вимушеного неробства Тренчард відхилив цілу низку привабливих пропозицій високих постів від нового міністра авіації.
Новий міністр авіації, сер Вільям Вейр, запропонував йому командувати незалежними силами, які ще не були сформовані, які мали проводити дальні бомбардування Німеччини. Після довгих коливань, Тренчард прийняв командування ще несформованими Незалежними силами й перебував на цій посаді до кінця війни.
Коли після Комп'єнського перемир'я Тренчард повернувся до Англії у відпустку, йому як найближчому генералу, що «опинився під рукою», було доручено придушити солдатський заколот у Саутгемптоні в січні 1919 року, з чим він упорався без застосування зброї, але вельми жорсткими заходами. У лютому 1919 року Міністром авіації було призначено давнього друга Тренчарда Вінстона Черчилля, який негайно викликав Тренчарда і запропонував йому знову очолити Королівські ПС. Тренчард дав згоду і 31 березня обійняв посаду. У грудні 1919 року йому надали титул баронета.

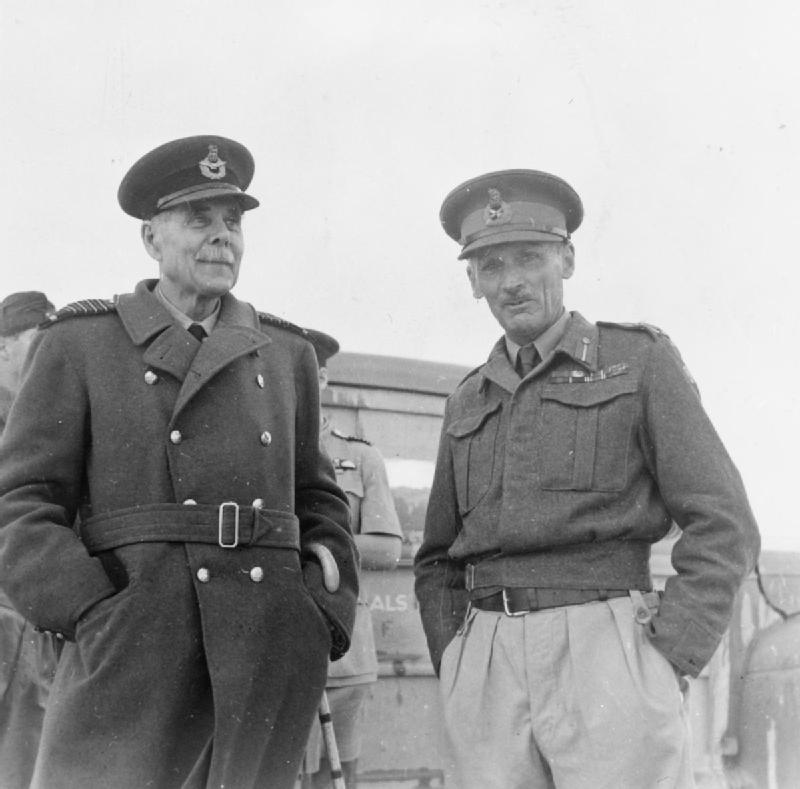
Маршал Г'ю Тренчард з лейтенант-генералом Бернардом Монтгомері у Північній Африці. 20 жовтня 1942

### Міжвоєнний час
Протягом наступних 10 років, Г'ю Тренчард багато працював над розвитком Королівських ПС Великої Британії. В умовах післявоєнного скорочення чисельності британських збройних сил він визначив за пріоритет реорганізацію підготовки льотного складу. Боровся зі спробами командування Королівського військово-морського флоту повернути у підпорядкування флоту авіацію ВМФ. У своїх цілях активно використовував нарощування чисельності ПС Франції, залякуючи британський істеблішмент і суспільство через пресу картинами стирання Лондона з землі сотнями французьких бомбардувальників.
Був одним з найбільших відомих теоретиків бойового застосування військової авіації, розділяючи та розвиваючи ідеї Джуліо Дуе та Вільяма Мітчелла щодо масованих бомбардувальних ударів з метою досягнення стратегічної переваги. Дії повітряних сил у майбутній війні бачив лише наступальними. В 1920 Тренчард став одним з ініціаторів застосування Королівських повітряних сил для придушення національно-визвольного повстання в Сомалі. У січні 1920 року англійські бомбардувальники здійснили низку ударів і розбомбили зайняті повстанцями форти в Талесі та їхню головну базу, після чого сухопутні війська легко придушили всі осередки опору. Але з цієї операції, проведеної в умовах відсутності будь-якої протидії з боку наземних військ противника і проти неорганізованих племен, які раніше взагалі не бачили літаків і схильних до паніки при бомбардуванні, Тренчард зробив далекосяжні висновки, увірувавши в можливість перемоги силами однієї авіації. Тепер він обіцяв британцям стрімкі і майже безкровні перемоги у майбутніх війнах масовими бомбардуваннями життєво важливих центрів іноземних держав, у яких «ворог капітулює ще доти, як британський солдат вступить на ворожу землю». Наслідком став явний дисбаланс щодо розвитку авіації у бік бомбардувальної авіації на шкоду розвитку винищувальної авіації. Тільки після 1936 року було вжито заходів до виправлення перекосу, але його наслідки сильно позначилися на початку Другої світової війни і, зокрема, в ході битви за Англію.
Активно використовував ПС у ході придушення повстань в Іраку та в Індії, а також у бойових діях в Афганістані (1929 року британські Повітряні сили кілька разів бомбардували Кабул, що викликало великі жертви серед мирного населення). Більше того, пропонував використовувати авіацію і для придушення робочих виступів та страйків на території самої Британії.
Вважаючи виконаними визначені йому цілі, в 1929 подав рапорт про відставку і 1 січня 1930 вийшов у відставку. На той час вже мав славу «батька британських ПС», яка зберіглася за ним до кінця життя. Став першим командиром, який отримав усі найвищі військові авіаційні звання, починаючи з віце-маршала авіації. При відставці був удостоєний титулу барона.

### Цивільне життя
Після того, як він звільнився з військової служби, Г'ю Тренчард працював директором Goodyear Tire and Rubber Company, майже зникнувши з громадського життя. Однак у березні 1931 року прем'єр-міністр Рамзі Макдональд попросив його зайняти посаду комісара столичної поліції, на що він, спочатку відмовившись, погодився в жовтні 1931 року. Цю посаду він обіймав до 1935 року й ініціював кілька реформ, включаючи обмеження членства в Федерації поліції, запровадження обмежених умов найму та створення окремих кар'єрних шляхів для нижчих і вищих рангів, схожих на військову систему кар'єрного просування офіцерського і сержантського складу. Було розширено базу набору, заохочували подавати документи осіб з вищою освітою. Можливо, найвідомішим досягненням Тренчарда під час його перебування на посаді комісара було створення Гендонського поліцейського коледжу, який спочатку був закладом, який закінчували молодші інспектори, перш ніж розпочати кар'єру у вищих рангах. У листопаді 1935 року він пішов у відставку, в останні кілька місяців роботи на посаді комісара поліції був нагороджений Великим лицарським хрестом Королівського Вікторіанського ордену.

Родовий герб Г'ю Тренчарда

### Останні роки життя
Після Другої світової війни кілька американських генералів, у тому числі Генрі Х. Арнольд і Карл Ендрю Спаатс, попросили Тренчарда поінформувати їх у зв'язку з дебатами, які точилися навколо створення незалежних ПС Сполучених Штатів. Американські військово-повітряні лідери високо поважали його і прозвали «покровителем повітряних сил». ПС США були сформовані як незалежний вид американських збройних сил у 1947 році.
Після Другої світової війни Тренчард продовжив викладати свої ідеї про повітряну силу. Він також підтримав створення двох меморіалів. Для першого, каплиці битви за Британію у Вестмінстерському абатстві, він разом із головним маршалом авіації сером Г'ю Даудінгом очолював комітет для збору коштів на облаштування каплиці та встановлення вітражу. Другий, англо-американський меморіал авіаторам обох націй, був споруджений у соборі Святого Павла після смерті Тренчарда. Наприкінці 1940-х і на початку 1950-х років він продовжував свою участь у United Africa Company, займаючи посаду голови до 1953 року, коли пішов у відставку.
З 1954 року, протягом останніх двох років свого життя, Тренчард був частково сліпим і фізично слабким.
Г'ю Тренчард помер 10 лютого 1956 року через тиждень після свого 83-го дня народження у своєму лондонському будинку на Слоун-авеню. Після його похорону у Вестмінстерському абатстві 21 лютого його тіло було кремовано, а прах похований у каплиці Битви за Британію в абатстві.